# Liste des mammifères terrestres les plus lourds
Cet article présente une liste des mammifères terrestres actuellement existants les plus lourds. 
| Rang | Espèce                       | Illustration | Famille        | Classification taxonomique | Masse                                                            |
| ---- | ---------------------------- | ------------ | -------------- | --- | ---------------------------------------------------------------- |
| 1    | Éléphant de savane d'Afrique |              | Elephantidae   | Loxodonta africana | 4 000-10 000 kg,                                                 |
| 2    | Éléphant d'Asie              |              | Elephantidae   | Elephas maximus : E. m. indicus, E. m. maximus, E. m. sumatranus, E. m. borneensis | 2 400-8 000 kg,                                                  |
| 3    | Éléphant de forêt d'Afrique  |              | Elephantidae   | Loxodonta cyclotis | 1 700-6 000 kg                                                   |
| 4    | Rhinocéros blanc             |              | Rhinocerotidae | Ceratotherium simum: Ceratotherium simum cottoni, C. s. simum | 3 000-4 500 kg                                                   |
| 5    | Hippopotame                  |              | Hippopotamidae | Hippopotamus amphibius : H. a. amphibius, H. a. kiboko, H. a. capensis, H. a. tschadensis, H. a. constrictus | 1 210-4 500 kg,                                                  |
| 6    | Rhinocéros indien            |              | Rhinocerotidae | Rhinoceros unicornis | 2 070-4 000 kg,                                                  |
| 7    | Rhinocéros noir              |              | Rhinocerotidae | Diceros bicornis : D. b. minor, D. b. michaeli, D. b. longipes | 850-2 896 kg                                                     |
| 8    | Rhinocéros de Java           |              | Rhinocerotidae | Rhinoceros sondaicus | 900-2 300 kg                                                     |
| 9    | Girafe                       |              | Giraffidae     | Giraffa camelopardalis : G. c. camelopardalis, G. c. reticulata, G. c. angolensis, G. c. antiquorum, G. c. tippelskirchi, G. c. rothschildi, G. c. giraffa, G. c. thornicrofti, G. c. peralta | 700-2 000 kg,                                                    |
| 10   | Gayal                        |              | Bovidae        | Bos gaurus : B. g. gaurus, B. g. readei, B. g. hubbacki | 440-1 500 kg                                                     |
| 11   | Bœuf                         |              | Bovidae        | Bos taurus, Bos indicus, Bos primigenius | 120-1 400 kg                                                     |
| 12   | Bison d'Amérique             |              | Bovidae        | Bison bison : B. b. athabascae, B. b. bison | 540-1 270 kg, et jusqu'à 1 740 kg pour les spécimens domestiqués |
| 13   | Buffle sauvage d'Asie        |              | Bovidae        | Bubalus arnee | 600-1 200 kg,                                                    |
| 14   | Yak sauvage                  |              | Bovidae        | Bos mutus | 500-1 200 kg                                                     |
| 15   | Éland géant                  |              | Bovidae        | Taurotragus derbianus : T. d. derbianus, T. d. gigas | 400-1 200 kg                                                     |
| 16   | Gayal                        |              | Bovidae        | Bos frontalis | 650-1 000 kg                                                     |
| 17   | Bison d'Europe               |              | Bovidae        | Bison bonasus | 500-1 000 kg,                                                    |
| 18   | Rhinocéros de Sumatra        |              | Rhinocerotidae | Dicerorhinus sumatrensis | 500-1 000 kg                                                     |
| 19   | Éland commun                 |              | Bovidae        | Taurotragus oryx : T. o. livingstonii, T. o. oryx, T. o. pattersonianus | 400-1 000 kg,                                                    |
| 20   | Chameau de Bactriane         |              | Camelidae      | Camelus bactrianus, Camelus ferus | 300-1 000 kg,                                                    |
| 21   | Dromadaire                   |              | Camelidae      | Camelus dromedarius | 400-1 000 kg                                                     |
| 22   | Buffle d'eau                 |              | Bovidae        | Bubalus bubalis | 300-1 000 kg,                                                    |
| 23   | Yack                         |              | Bovidae        | Bos grunniens | 300-1 000 kg                                                     |
| 24   | Ours blanc                   |              | Ursidae        | Ursus maritimus | 300-1 000 kg,                                                    |
| 25   | Ours brun                    |              | Ursidae        | Ursus arctos : U. a. arctos, U. a. collaris, U. a. beringianus, U. a. isabellinus, U. a. gobiensis, U. a. lasiotus, Ursus arctos marsicanus, U. a. syriacus, U. a. pruinosus, U. a. horribilis, U. a. gyas,U.a. middendorffi, U. a. sitkensis, U. a. stikeenensis, U. a. nelsoni, U. a. crowtheri | 150-1 000 kg,                                                    |
| 26   | Kouprey                      |              | Bovidae        | Bos sauveli | 680-910 kg                                                       |
| 27   | Banteng                      |              | Bovidae        | Bos javanicus : B. j. javanicus, B. j. lowi, B. j. birmanicus | 590-900 kg                                                       |
| 28   | Buffle d'Afrique             |              | Bovidae        | Syncerus caffer : S. c. caffer, S. c. nanus, S. c. brachyceros, S. c. mathewsi, S. c. aequinoctialis | 300-870 kg                                                       |
| 29   | Élan                         |              | Cervidae       | Alces alces : A. a. alces, A. a. pfizenmayeri, A. a. cameloides, A. a. buturlini, A. a. americana, A. a. andersoni, A. a. gigas, A. a. shirasi | 200-820 kg,                                                      |
| 30   | Wapiti                       |              | Cervidae       | Cervus canadensis : C. c. alashanicus, C. c. kansuensis, C. c. macneilli, C. c. manitobensis, C. c. nannodes, C. c. nelsoni, C. c. roosevelti, C. c. xanthopygus, C. c. sibiricus, C. c. songaricus, C. c. wallichii                                                                              | 170-600 kg,                                                      |